# Јанић (презиме)
Јанић је презиме. Значајни људи са презименом су:
- Адријен Јанић (рођена 1974), америчка глумица и ТВ водитељка српског порекла
- Владо Јанић (1904–1991), хрватски комуниста и партизан
- Милан Јанић (1957–2003), српски спринт кануиста